# Spintherus
Spintherus is een geslacht van vliesvleugeligen uit de familie Pteromalidae. De wetenschappelijke naam van dit geslacht is voor het eerst geldig gepubliceerd in 1878 door Carl Gustaf Thomson.

## Soorten
Het geslacht Spintherus omvat de volgende soorten:
- Spintherus dubius (Nees, 1834)
- Spintherus eudubius Özdikmen, 2011
- Spintherus graminus (Scopoli, 1763)